# Malbun
Malbun je vesnice v Lichtenštejnsku. Nachází se v jihovýchodní části země 15 km od Vaduzu a je exklávou obce Triesenberg. Protéká jí potok Malbunbach, který napájí přehradu Steg.
Malbun leží pod horou Augstenberg a má nadmořskou výšku 1600 metrů. Je populárním střediskem rodinné zimní rekreace se 23 km sjezdovek. V roce 1985 zde pobývali Karel, princ z Walesu a princezna Diana.
V roce 1950 byla v Malbunu postavena Mírová kaple jako poděkování za to, že Lichtenštejnsko bylo za druhé světové války ušetřeno bojů. Kapli projektoval švýcarský architekt Johannes Hugentobler.
Malbun byl 14. října 1968 zasažen granáty, které vypálila při cvičení na svém území švýcarská armáda. Švýcarsko se za incident omluvilo.
V letech 2004, 2007 a 2011 byl Malbun etapovým městem cyklistického závodu Tour de Suisse.